# Laura Amelia Guzmán
Laura Amelia Guzmán (Santo Domingo, República Dominicana,1980)és una cineasta, productora i guionista reconeguda internacionalment.JJuntament amb el seu espòs, Israel Cárdenas, dirigeixen la productora Aurora Dominicana.

## Trajectòria
Laura Amelia Guzmán es va traslladar a viure el 2004 a Mèxic després d'haver treballat en algunes produccions.
Des de 2007 treballa amb el seu espòs Israel Cárdenas produint diferents projectes, vídeos musicals, comercials de televisió, documentals i curtmetratges.>Junts tenen la productora Aurora Dominicana i comparteixen crèdits del guió, fotografia, producció i direcció en Cochochi, el seu primer llargmetratge, Jean Gentil, el documental Carmita i la ficció Dólares de arena.
Ha cocreado uns 7 llargmetratges al costat de la seva parella escriu i dirigeix documentals que parlen de diferents contextos socials. En 2023 ha estrenat com a productora Croma Kid i el primer llargmetratge com a directora unica La hembrita.

## Filmografia
| Títol                  | Any  | Rol                                           | Nota          |
| ---------------------- | ---- | --------------------------------------------- | ------------- |
| La Frontera            | 2003 | Fotografia                                    | Curtmetratge  |
| Hijo de Tigre          | 2004 | Fotografia                                    | Curtmetratge  |
| Antesala               | 2006 | Fotografia                                    | Documental    |
| Cochochi               | 2007 | Directora, productora, guionista i fotografia | Llargmetratge |
| Jean Gentil            | 2010 | Directora, productora, guionista i fotografia | Llargmetratge |
| Ocaso                  | 2010 | Productora                                    | Documental    |
| Carmita                | 2013 | Codirectora i productora                      | Documental    |
| Cumbres                | 2013 | Productora                                    | Llargmetratge |
| Dólares de arena       | 2014 | Directora i guionista                         | Llargmetratge |
| Yo                     | 2015 | Productora                                    | Llargmetratge |
| Mañana Psicotrópica    | 2015 | Productora                                    | Llargmetratge |
| El sitio de los sitios | 2016 | Productora                                    | Documental    |
| Sambá                  | 2017 | Directora                                     | Llargmetratge |
| Noelí en los Países    | 2017 | Directora                                     | Llargmetratge |
| La fiera y la fiesta   | 2019 | Codirectora                                   | Llargmetratge |

## Premis[6]
- Festival Internacional de Cinema de Gijón

| Any  | Categoria      | Títol    | Resultat  |
| ---- | -------------- | -------- | --------- |
| 2007 | Premi FIPRESCI | Cochochi | Guanyador |

- Festival Internacional de Cinema de Toronto

| Any  | Categoria       | Títol    | Resultat  |
| ---- | --------------- | -------- | --------- |
| 2007 | Premi Discovery | Cochochi | Guanyador |

- BAFICI

| Any  | Categoria            | Títol       | Resultat  |
| ---- | -------------------- | ----------- | --------- |
| 2008 | Premi a Drets Humans | Cochochi    | Guanyador |
| 2011 | Premi SIGNIS         | Jean Gentil | Guanyador |

- Festival de Gramado

| Any  | Categoria                                                                                    | Títol       | Resultat  |
| ---- | -------------------------------------------------------------------------------------------- | ----------- | --------- |
| 2008 | Millor Llargmetratge (Golden Kikito)                                                         | Cochochi    | Guanyador |
| 2008 | Competència de Llargmetratges Llatins (Kikito Critics Prize)                                 | Cochochi    | Guanyador |
| 2011 | Competència de Llargmetratges Llatins / Técnica Excelente de Lenguaje (Kikito Critics Prize) | Jean Gentil | Guanyador |

- Festival de Cinema de Jeonju

| Any  | Categoria                                | Títol       | Resultat  |
| ---- | ---------------------------------------- | ----------- | --------- |
| 2008 | Competència Internacional (Woosuk Award) | Cochochi    | Guanyador |
| 2011 | Competència Internacional (Woosuk Award) | Jean Gentil | Nominat   |

- Festival de Cinema de Miami

| Any  | Categoria                                      | Títol       | Resultat  |
| ---- | ---------------------------------------------- | ----------- | --------- |
| 2011 | Guió (Jordan Alexander Kessler Award)          | Jean Gentil | Guanyador |
| 2011 | Competència Ibero Americana (Grand Jury Prize) | Jean Gentil | Nominat   |

- Festival de Cinema Llatinoamericà de Tolosa de Llenguadoc

| Any  | Categoria            | Títol    | Resultat  |
| ---- | -------------------- | -------- | --------- |
| 2008 | Primer Llargmetratge | Cochochi | Guanyador |
| 2008 | Gran Premi           | Cochochi | Guanyador |

- Festival de Cinema de Venècia

| Any  | Categoria            | Títol       | Resultat |
| ---- | -------------------- | ----------- | -------- |
| 2010 | Millor Llargmetratge | Jean Gentil | Nominat  |

- Festival "Nantes Tres Continents"

| Any  | Categoria         | Títol            | Resultat |
| ---- | ----------------- | ---------------- | -------- |
| 2010 | Montgolfière d'Or | Jean Gentil      | Nominat  |
| 2014 | Montgolfière d'Or | Dólares de arena | Nominat  |

- Festival Llatinoamericà de Cinema de Lima

| Any  | Categoria                | Títol       | Resultat  |
| ---- | ------------------------ | ----------- | --------- |
| 2011 | Premi especial del Jurat | Jean Gentil | Guanyador |
| 2011 | Millor Llargmetratge     | Jean Gentil | Guanyador |

- Festival de Cinema de Las Palmas

| Any  | Categoria             | Títol       | Resultat  |
| ---- | --------------------- | ----------- | --------- |
| 2011 | Lady Harimaguada d’Or | Jean Gentil | Guanyador |

- Festival Internacional de Cinema del Caire

| Any  | Categoria                                              | Títol            | Resultat  |
| ---- | ------------------------------------------------------ | ---------------- | --------- |
| 2014 | Competència Internacional de Llargmetratges (FIPRESCI) | Dólares de arena | Guanyador |

- Festival de Cinema de Palm Springs

| Any  | Categoria   | Títol            | Resultat |
| ---- | ----------- | ---------------- | -------- |
| 2015 | Cine Latino | Dólares de Arena | Nominat  |

- Festival de Cinema de Nashville

| Any  | Categoria                   | Títol            | Resultat |
| ---- | --------------------------- | ---------------- | -------- |
| 2015 | Narració (Grand Jury Prize) | Dólares de Arena | Nominat  |

- Festival Internacional de Cinema de Friburg

| Any  | Categoria        | Títol            | Resultat |
| ---- | ---------------- | ---------------- | -------- |
| 2015 | Premi Grand Prix | Dólares de Arena | Nominat  |

- Premis Ariel, Mèxic

| Any  | Categoria                        | Títol            | Resultat |
| ---- | -------------------------------- | ---------------- | -------- |
| 2016 | Millor Guió Adaptat              | Dólares de arena | Nominat  |
| 2023 | Millor pel·lícula iberoamericana | La hembrita      | Nominat  |